# NGC 5204
NGC 5204 este o low-surface-brightness galaxy⁠(d) situată în constelația Ursa Mare. A fost descoperită în 24 aprilie 1789 de către William Herschel. Se află la o distanță de 4,59 megaparseci de Pământ.